# 遠峰あこ
遠峰 あこ（とおみね あこ、11月1日 - ）は、日本の歌手、唄うアコーディオン弾き、自弾自唱漫謡家。日本民謡、世界民謡の現代風アレンジやオリジナルソングを、アコーディオンで弾き唄う

## 経歴
神奈川県横浜市に生まれ育つ。バンド活動から音楽事務所に事務として入社後、退社。専門学校卒業後フリーとしてAMIGAを用いてコンピューターでの映像制作を手掛けて地方・在京テレビ局で活動、受賞歴あり。その後、映像作家の事務所に在籍。
一方で自身の表現したい思いに気づき、2006年2月より唄うアコーディオン弾きの活動をはじめる。それまで鍵盤楽器の経験はなく、アコーディオンは独学である。民謡をミカド天風・ミカド香奈子に師事。野毛の流しから野毛大道芸に出演。落語会の出演者を探していた木村万里に認められ、落語会の色物としても活動するようになる。横浜寿町フリーコンサートでのライブCDを作成し、売り上げをすべて炊き出しに寄付するなどの支援活動も行っている。1年のうち3、4か月はヨーロッパやアメリカなどをツアー公演。早稲田大学、オーストリアのウィーン大学、ベルギーのゲント大学などで、民謡、漫謡の講師を務める。
2008年3月、野毛山節コンテスト優秀賞受賞。2010年6月、音の響邦楽コンテスト横濱ほーらい節優秀賞受賞。2015年6月、フランスパリでのFête de la Musique参加。2016年10月、リトアニア でのフェスティバルNowJapan出演。
2016年11月、フランスでのFestival des chanteurs de rue à Quintinにおいて、準優勝受賞。2016年12月、フランスのTV番組La France a un incroyable talent出演。2017年8月、フィンランド でのフェスティバルLe Putit Festival出演。2017年9月、フランスのパリコレ、ROTIN's Homeのショーで演奏歌唱。2017年6月より毎年、スペイン バルセロナでのフェスティバルMatsuriJAPAN出演。2017年7月より毎年、ポーランド でのフェスティバルNami JAPANFestival出演。2019年4月、ポーランド program1 Fundacja Agaty Steczkowskiej出演。2019年5月、アメリカサンフランシスコでのフェスティバルSAN FRANCISCO INTERNATIONAL ART FESTIVAL出演。
アコーディオン漫謡の色物芸人として寄席への出演機会も増加しており、2023年10月より落語協会準会員として入会した。2024年10月より落語協会正会員へ移行。林家彦いち門下（内輪弟子）。出囃子は『私の青空』。

## メディア

### TV
- 笑点(日本テレビ) - 2025年8月17日

### ラジオ
- 真打ち競演(NHKラジオ第1放送) - 2024年5月18日、11月9日
- ラジオ深夜便-話芸100選(NHKラジオ第1放送、NHK-FM) - 2025年5月23日

### CD
- 『夢見る機械の娘』 - 2006年、フルアルバム
- 『横濱ほーらい節』 - 2009年、ミニアルバム
- 『遠峰あこと爛漫社中ライブ』 - 2012年、ライブCD
- 『あこはる。』 - 2016年、立川こはるとのデュオCD
- 『とわのひかり』 - 2017年、tacaとのデュオCD
- 『遠峰あこの世界』 - 2018年、フルアルバム
- 『今度の日曜また来よう』 - 2019年、寒空はだかとのデュオCD

### ポッドキャスト
- 新ニッポンの話芸 ポッドキャスト（ゲスト出演。第76回、第77回）

### 作詞・作曲
- 『幸田おいでん音頭』- （2024年）愛知県幸田町が町村合併70周年記念事業として制作した音頭[11]。タブレット純とのデュエット[12]。

### 書籍
- この芸人(ひと)に会いたい 橘蓮二著（出版社河出書房新社、2014年6月27日、  ISBN-10 ‏ : ‎ 430927501X

ISBN-13 ‏ : ‎ 978-4309275017）
- いざ舞台へ 赤城稔著（出版社フォレストメディア、2017年3月7日、 ASIN ‏ : ‎ B06XF95TGX ）-プロフェッショナルを紹介する書籍
- Pen+(ペン・プラス)『蓮二のレンズ』（出版社CEメディアハウス、2019年9月11日、  ISBN-10 ‏ : ‎ 4484147688

ISBN-13 ‏ : ‎ 978-4484147680  ）

## 関連人物
- 寒空はだか
- 立川小春志
- 三遊亭天どん
- 笑福亭鶴瓶
- 立川志の輔
- タブレット純